# Zhao Shasha
Zhao Shasha (* 17. September 1987 in Binzhou, Provinz Shandong, Volksrepublik China) ist eine chinesische Ringerin. Sie gewann bei den Weltmeisterschaften 2010 und 2011 eine Bronzemedaille und ist außerdem dreifache asiatische Meisterin, jeweils im freien Stil in der Gewichtsklasse bis 48 kg Körpergewicht.

## Werdegang
Zhao Shasha begann erst im Alter von 18 Jahren im Jahre 2005 mit dem Ringen. Sie gehört dem Auswahlteam der Provinz Shandong an und wird von Xiu Zhentao seit 2005 trainiert. Sie ist Studentin. Bei einer Größe von 1,61 Metern ringt sie bei allen wichtigen Wettkämpfen in der Gewichtsklasse bis 48 kg, der leichtesten Gewichtsklasse im Frauenringen.
Im Mai 2010 nahm sie erstmals an der Asienmeisterschaft, die in New Delhi stattfand, teil und gewann dort den Titel vor Fuyoko Mimuro aus Japan. Im September 2010 wurde sie auch bei der Weltmeisterschaft in Moskau eingesetzt. Sie verlor dort ihren ersten Kampf gegen Lorissa Oorschak aus Russland, konnte sich danach mit Siegen über Wanessa Kaladschinskaja, Weißrussland und Patimat Bagomedowa, Aserbaidschan, noch eine Bronzemedaille erkämpfen. Schließlich startete sie 2010 auch noch bei den Asien-Spielen in Guangzhou. Sie schied dort aber früh aus und kam nur auf den 11. Platz.
2011 wurde Zhao Shasha in Taschkent wieder Asienmeisterin. Sie verwies dabei Dawaasüchiin Otgontsetseg, Mongolei, Han Kum-ok, Nordkorea und Hikari Sagawara, Japan, auf die Plätze. Bei der Weltmeisterschaft 2011 in Istanbul kam sie zu Siegen über Babita Kumari, Indien und Jessica Blaszka, Niederlande und Tatjana Samkowa, Russland. Dann verlor die gegen die vielfache Weltmeisterin Hitomi Obara Sakamoto aus Japan und kam im Kampf um eine Bronzemedaille zu einem Sieg über die Olympiasiegerin von 2008 Carol Huynh aus Kanada.
2012 gewann sie in Gumi/Südkorea zum dritten Mal in Folge den Asienmeistertitel. Sie siegte dabei vor Lee Yu-mi, Südkorea, Michrniso Nurmatowa, Kirgisistan und Eri Tosaka aus Japan. Zu einem Debakel wurde für sie dann die Teilnahme an den Olympischen Spielen 2012 in London, für die sie durch ihren 3. Platz bei der Weltmeisterschaft 2011 qualifiziert war. Sie verlor dort gleich ihren ersten Kampf gegen Clarissa Chun aus den Vereinigten Staaten klar mit 0:6 Punkten. Da Clarissa Chun das Finale nicht erreichte, schied Zhao Shasha aus und kam aufgrund ihrer hohen Punktniederlage (0:6 Punkte) nur auf den 18. und vorletzten Platz.

## Internationale Erfolge
| Jahr | Platz | Wettbewerb                                  | Gewichtsklasse | Ergebnisse |
| 2010 | 1.    | "Dave-Schultz"-Memorial in Colorado Springs | bis 48 kg      | vor Carol Huynh, Kanada und Alyssa Lampe, USA |
| 2010 | 2.    | Welt-Cup in Nanjing                         | bis 48 kg      | hinter Tsogtbadsaryn Enchdschargal, Mongolei, vor Natalja Pulkowska, Ukraine und Alyssa Lampe                                                                                    |
| 2010 | 1.    | Asienmeisterschaft in New Delhi             | bis 48 kg      | vor Fuyoko Mimuro, Japan, So Sim-Hhyang, Nordkorea und Nguyen Thi Llua, Vietnam                                                                                                  |
| 2010 | 3.    | WM in Moskau                                | bis 48 kg      | nach einer Niederlage gegen Lorissa Oorschak, Russland und Siegen über Wanessa Kaladschinskaja, Weißrussland und Patimat Bagomedowa, Aserbaidschan                               |
| 2010 | 11.   | Asien-Spiele in Guangzhou                   | bis 48 kg      | Siegerin: So Sim-Hyang vor Nguyen Thi Lua und Hitomi Obara Sakamoto, Japan |
| 2011 | 1.    | Asienmeisterschaft in Taschkent             | bis 51 kg      | vor Dawaasüchiin Otgontsetseg, Mongolei, Han Kum-ok, Nordkorea und Hikari Sagawara, Japan                                                                                        |
| 2011 | 3.    | WM in Istanbul                              | bis 48 kg      | nach Siegen über Babita Kumari, Indien, Jessica Blaszka, Niederlande und Tatjana Samkowa, Russland, einer Niederlage gegen Hitomi Obara Sakamoto und einem Sieg über Carol Huynh |
| 2012 | 1.    | Asienmeisterschaft in Gumi/Südkorea         | bis 48 kg      | vor Lee Yu-mi, Südkorea, Michrniso Nurmatowa, Kirgisistan und Eri Tosaka, Japan                                                                                                  |
| 2012 | 3.    | Welt-Cup in Tokio                           | bis 51 kg      | hinter Dawaasüchiin Otgontsetseg und Yu Miyahara, Japan |
| 2012 | 18.   | OS in London                                | bis 48 kg      | nach einer Niederlage gegen Clarissa Chun, USA |

## Erläuterungen
- alle Wettbewerbe im freien Stil
- OS = Olympische Spiele, WM = Weltmeisterschaft